# Bozieș, Sălaj

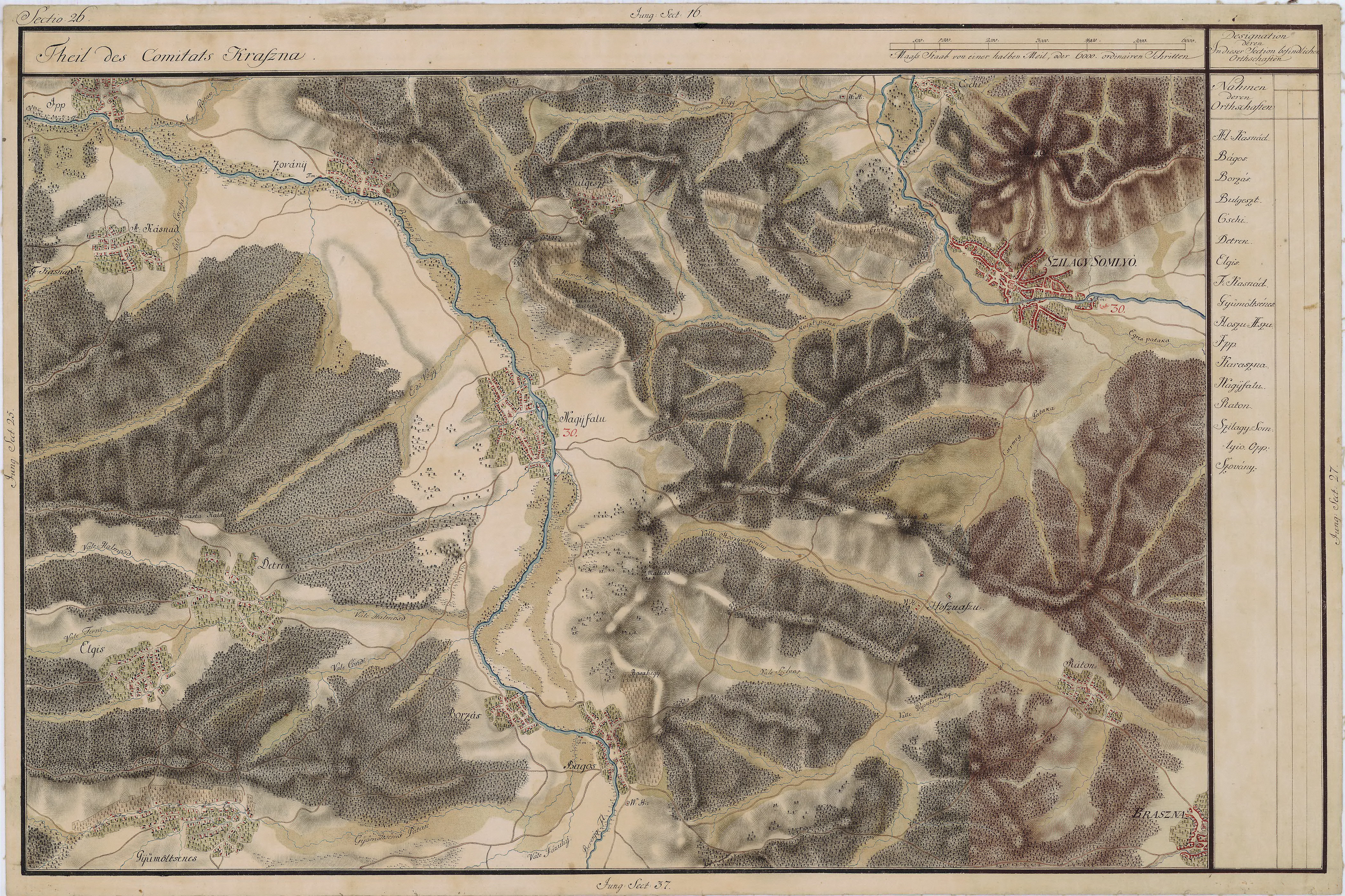
Bozieș în Harta Iosefină a Transilvaniei, 1769-1773

Bozieș este un sat în comuna Boghiș din județul Sălaj, Transilvania, România.

## Imagini

Schița turnului bisericii de lemn dispărute (imagine de arhivă)